# Ганна Здановська
Ганна Ельжбета Здановська, уроджена Олександжак (23 березня 1959 року, Лодзі) ― польська політична діячка, інженерка з охорони довкілля, представниця місцевого самоврядування, член Сейму 6-го скликання, президент міста Лодзь з 2010 року.

## Життєпис

### Діяльність до 2010 року
Народилася та виросла в Лодзі, де відвідувала початкову та XXVI середню школу. Вивчала екологічну інженерію на факультеті будівництва та архітектури Лодзького технологічного університету. Після навчання у 1980-х роках, вона, серед інших, була бригадиркою на Лодзьких будівельних майданчиках у Радогощі та Реткінії.
Вона вела власний бізнес у швейній промисловості. Шість років була директоркою офісу Лодзінської торгово-промислової палати. 2005 року без успіху балотувалася до Сенату від «Громадянської платформи» в районі Серадз..2006 року стала членом цієї партії; того ж року була призначена радницею міської ради в Лодзі. У січні 2007 року вона подала на відставку з цієї посади з огляду на своє призначення заступницею президента міста з питань, що стосуються освіти, спорту та союзним фінансуванням.
2007 року її було обрано до Сейму зі списку «Громадянської платформи». Бувши кандидаткою на депутати Лодзького округу, вона отримала 11 506 голосів. Здановська була заступницею голови польсько-тайванської парламентської групи.
Була противницею референдуму щодо звільнення Єжи Кропівницького з посади президента Лодзі (2010).

### Президент міста Лодзь

#### Перший термін

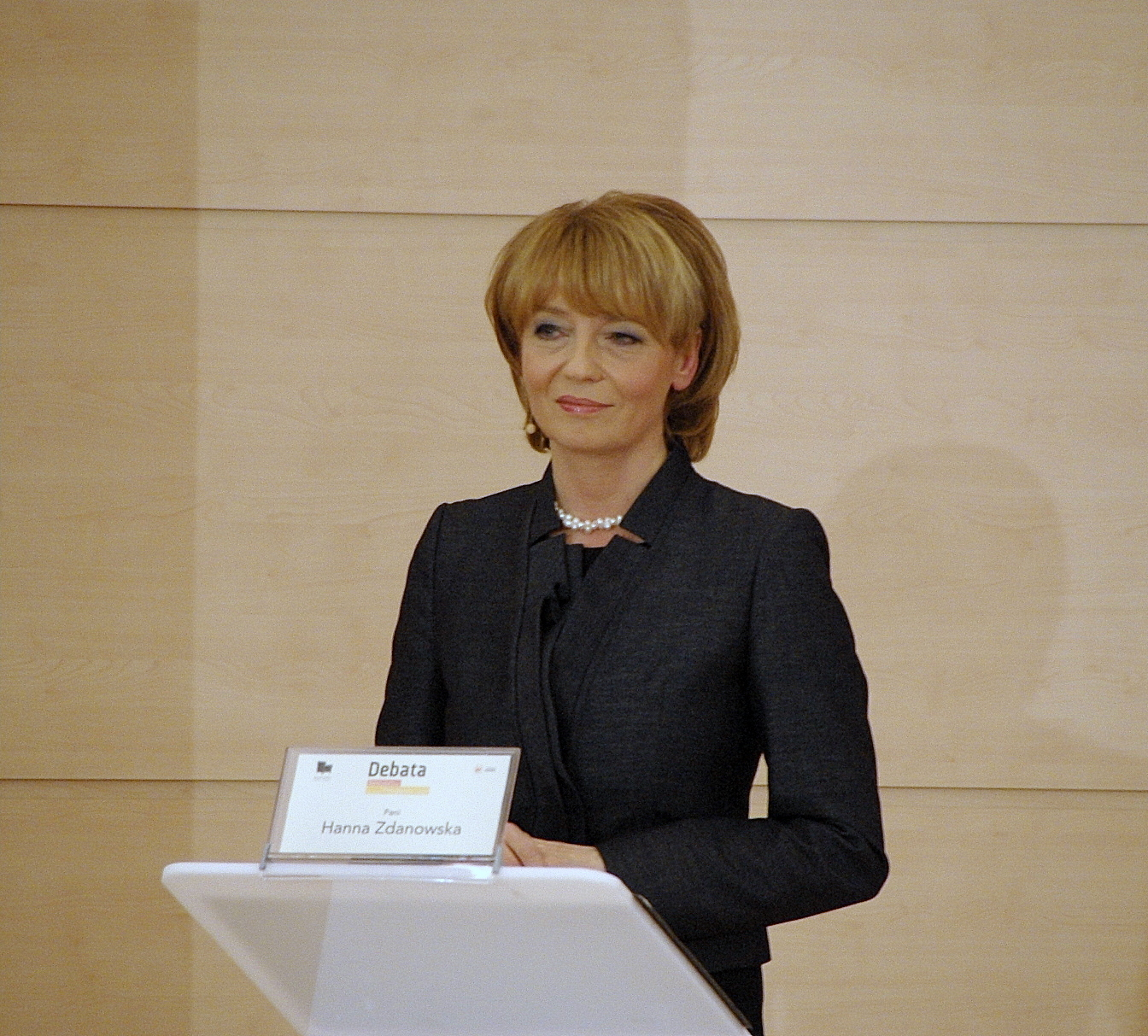
Ганна Здановська під час дебатів перед другим туром президентських виборів у Лодзі (2010)

На виборах до місцевого самоврядування 2010 року її висунули кандидаткою на президента міста Лодзь від «Громадянської платформи». У першому турі виборів 21 листопада 2010 року вона отримала 69 613 (34,04 %) голосів, посівши перше місце серед висуванців. 5 грудня того ж року вона виграла другий тур виборів, перемігши Даріуша Йонського, з результатом у 60,65 % голосів, а 13 грудня вона склала присягу як президент міста, ставши першою жінкою на цій посаді.
За її ініціативою відбудовано трасу WZ, яка з'єднала два найбільші житлові масиви в Лодзі: Реткінію та Відзев Вшуд. Також було розпочато будівництво нової будівлі станції для станції Лодзь Фабрична, продовжувались роботи з ревіталізації історичної теплоелектроцентралі EC-1 та створення Нового центру Лодзі. Був розроблений та реалізований проєкт з відродження житлових будинків у Лодзі, «прибудинкові будинки Мія-100».
За час президентства Здановської двічі робилися спроби організувати референдум щодо її звільнення. 2012 року ініціативна група звинуватила її в діях, що призвели до збільшення боргу міста, ліквідації навчальних закладів та поганого стану громадського транспорту. 2013 року ініціатори створили Виборчий комітет виборців «Врятуй наше місто», який звинуватив її у дорогих інвестиціях та накладанні додаткового тягаря, наприклад щодо орендної плати чи зборів за безстрокове користування та вивіз сміття. В обох випадках не було зібрано відповідної кількости підписів для голосування.
Того ж року вісім радників, вилучених з партійної комісії через голосування проти позиції клубу, сформували клуб «Лодзь-2020», який почав співпрацювати з опозиційними радниками з «Правом і справедливістю» та «Союзом демократичних лівих сил», унаслідок чого Ганна Здановська втратила більшість у міській раді.

#### Другий термін

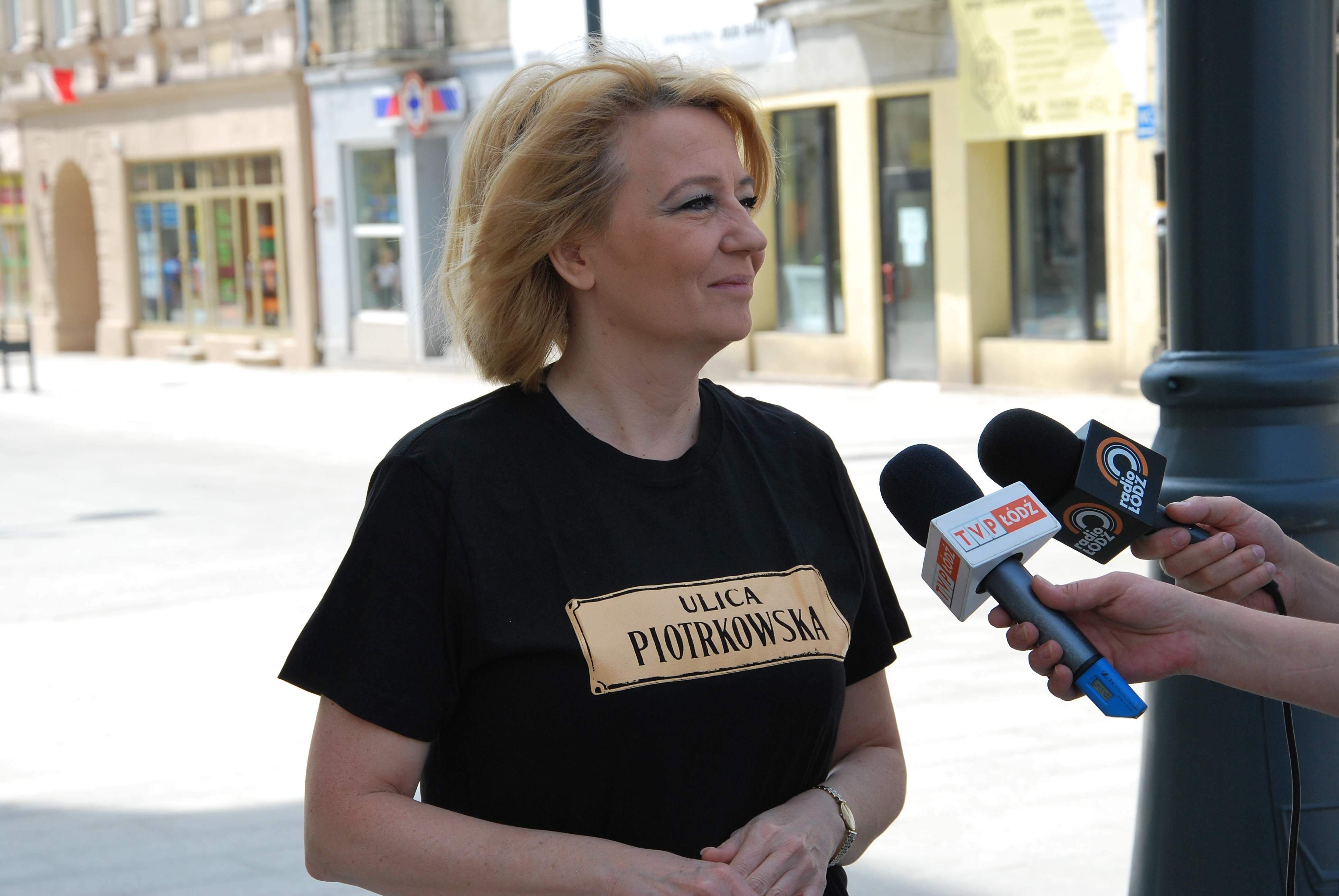
Ганна Здановська на оновленій вулиці Піотрковської (2013)

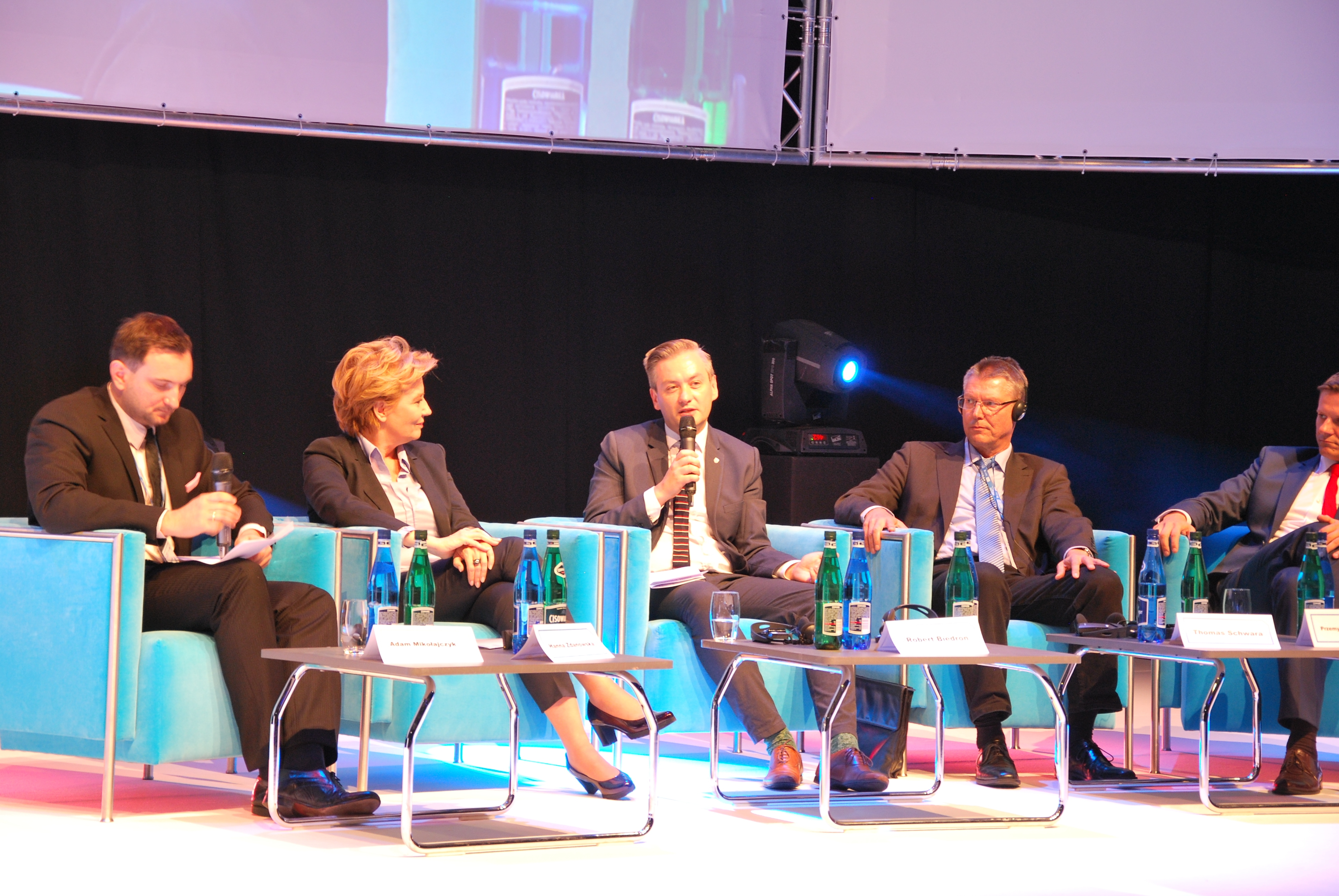
Ганна Здановська під час 8-го Європейського економічного форуму в Лодзі (2015)

2014 року вона успішно переобралася, вигравши перший тур голосування, з результатом у 54,08 % голосів. 2015 року вона була одним із засновників виборчої комісії Броніслава Коморовського на президентських виборах.
На другому терміні повноважень, з ініціативи президента міста, на інвестиції у спорт було виділено майже 400 млн злотих. Серед іншого, полагоджено міський стадіон для Відзева поруч із вул. Пілсудського, трибуна та невеликий зал при вул. Унії, навчальні приміщення «Мінерська» та «Лодзянка» та Центр автоспорту.
Ганна Здановська брала активну участь в організації виставки «Експо-2022» у Лодзі, права на яку, проте, були надані Буенос-Айресу. Лодзь, навпаки, було обраний 2018 року організатором Експо-Садівництва 2024 року.
У листопаді 2016 року прокурор висунув звинувачення у використанні неправдивих документів під час укладання кредитних угод у 2008 та 2009 роках, Ганна Здановська не визнала себе винною. Кілька місяців по тому провадження щодо основного твердження було припинено. У серпні 2017 року прокурор подав до суду обвинувальний акт, в якому її звинуватили у свідченні неправди у заяві про позику свого партнера. У березні 2018 року, вона була засуджена до штрафу на загальну суму 20 000 злотих. Рішення набрало законної сили у вересні 2018 року в результаті рішення окружного суду у Лодзі другої інстанції. З огляду на звинувачення прокурора 26 листопада 2016 року під гаслом «Стіна за Ганкою» відбувся марш жителів Лодзі, які висловлювали свою підтримку президенту міста.

#### Третій термін
На місцевих виборах 2018 року вона була втретє обрана президентом Лодзі, з результатом у 70,22 % голосів у першому турі голосування.
Комітет, підписаний її іменем, представив до міської ради (з «Громадянської платформи», «Новочесної», «Польської селянської партії», «Союзу демократичних лівих сил» та «Польської ініціативи») 32 радників. У червні 2019 року вона приєдналася до національного виборчого штабу Громадянської коаліції, створеного у зв'язку з парламентськими виборами. Вона відмовилася від участи у виборах після того, як лідер Громадянської платформи Ґжеґож Схетина оголосив про попередній рейтинг кандидатів.
У грудні 2019 року Ганна Здановська стала членом Європейського комітету регіонів.

## Приватне життя
Ганна Здановська вийшла заміж і розлучилася зі своїм чоловіком 1997 року. Від цих стосунків у неї є син Роберт, художник, випускник Академії образотворчих мистецтв у Лодзі. З 1997 року перебуває у неформальних стосунках з Влодзімежем, підприємцем текстильної промисловости.

## Нагороди
- Лицарський хрест ордена Polonia Restituta (2015)[31]
- Бронзовий нагрудний знак «Заслуга протипожежного захисту» (2013)[32]
- Срібна медаль за заслуги перед поліцією (2011)[33]
- Почесний знак Польського Червоного Хреста, 3 ступінь (2014)[34]
- Медаль «Pro Patria» (2013)[35]
- Почесний знак «За заслуги перед місцевим самоврядуванням» (2015)[36]
- Медаль «За заслуги» Асоціації ветеранів миротворчих операцій ООН